# Выселки (Донецкая область)
Выселки (укр. Виселки) — посёлок в Амвросиевском районе Донецкой области Украины. Находится под контролем самопровозглашённой Донецкой Народной Республики.

## География
Расположено около границы с Россией (проходит к юго-востоку от посёлка), возле российского села Авило-Успенка.

#### Соседние населённые пункты по сторонам света
С: —
СЗ: Лисичье, Квашино, Харьковское
СВ: Успенка, Калиновое
З: —
В: Катериновка
ЮЗ: Степное
ЮВ: Авило-Успенка (Российская Федерация)
Ю: — 